# 大内義弘
大内 義弘（おおうち よしひろ）は、南北朝時代から室町時代の武将・守護大名。周防・長門・石見・豊前・和泉・紀伊守護。大内家の第10代当主。
第24代当主・大内弘世の嫡子。弟に満弘、盛見（第26代当主）、弘茂など。子に持世（第27代当主）、持盛、教祐がいる。幼名は孫太郎、のち元服して室町幕府第2代将軍・足利義詮より偏諱を受け義弘と名乗る。
室町幕府に従って多くの功績を立てた名将で、大内家の守護領国を6か国にまで増加させて大内家最初の全盛期を築く。しかし功を立てすぎ、さらに領国を増やしすぎた事が有力守護大名を危険視する足利義満に目をつけられ、応永の乱を起こすも敗死した。

## 生涯

### 世子の時代
大内氏は父弘世の代に南朝方から室町幕府に帰順した周防を拠点とする有力守護大名で、義弘は応安4年（1371年）10月に九州探題を務めていた今川貞世に協力して九州へ渡る。
九州における南朝の勢力追討に功績を挙げ、応安5年（1372年）に大宰府を攻略し、父と共に帰国した。
応安7年（1374年）9月、長門国と豊前国の守護職に任命される。
応安7年（1374年）に幕府から今川貞世の救援を命じられたにもかかわらず父が命令を拒否した。しかし義弘は父に従わず、翌年に自ら九州に出陣して各地を転戦し、懐良親王を奉じる菊池武朝に大勝した。
永和元年（1375年）3月3日、筑前世振山の合戦で今川勢は配下の武将奥山直朝・井伊・小笠原が討ち死にするなど劣勢を強いられたが、義弘が士卒を励まし力を尽くして戦ったため、菊池・松浦・千葉連合軍を大いに打ち破ることができた。
永和元年（1375年）3月21日には九州から長門国長府に帰国し、長門一宮・二宮に参詣した。また長門国守護代に杉信濃守重直を任命した。
永和3年（1377年）1月13日、肥前蜷打の戦いや同年8月12日の肥後臼間白木原の戦いにも、弟満弘とともに参戦し活躍した。これらの戦いで早田宮僧正の子、稙田宮（わさたのみや）が自害、菊池武義や菊池武安など菊池一族郎従100人以上が戦死した。
永和4年（1378年）9月29日、義弘は肥後詫間原の戦いにも参戦したがこの時は勝利することはできなかった。

### 家督相続
康暦2年（1380年）に父が死去するが、その前後から弟の満弘との間で長門・安芸・石見などで家督をめぐる内紛（康暦内戦）を起こし、永徳元年（1381年）に幕府の将軍・足利義満の支持を得て勝利した。
6月に家督を争った満弘と和解し、義弘は家督と周防・長門・豊前の守護職を、満弘が石見を保つ事になる（ただし、石見も義弘が守護で満弘は形式的な国主であったとする説もある）。
その一方で、満弘方についた武将が余りにも多い事や父の死去後に満弘との和解が成立していることから、満弘の背後には父・弘世がおり、その死も一連の戦いでの戦没とする見方がある。
至徳3年（1386年）6月15日には家臣の仁保因幡守を使者にたてて、父弘世の碑を高野山成慶院に立てさせた。

### 勢力拡大
室町幕府は有力守護大名の寄合所帯で、将軍の権力は弱かった。そのため第3代将軍・足利義満は権力の強化を目指して花の御所を造営、直轄軍である奉公衆を増強した。
義弘は義満の家臣として忠実に働き、康応元年（1389年）3月に義満が厳島詣のために西下すると、12日、義満を周防都濃郡降松浦で迎え以後随行することとなる。13日、周防三田尻の松原に宿泊施設を設営し義満を歓待する。14日午後3時から5時頃、義満一行の船は出帆し九州を目指すが、西風が吹き波が高くなったため向島の浦に停泊する。15日、再び西を目指し周防吉敷郡赤崎の浦まで進むが風と波があり岩屋の浦に戻る。雷や波が激しくなったためその日の夜、義満は田島の浦（現防府市中浦地区）に上陸し漁師の家に宿泊した。九州へ向かうことを断念した義満はここより帰京することとなる。18日、周防熊毛郡竈関（現上関町）を出発。26日、義弘の船は摂津兵庫に到着。さらに随行して27・28日上洛する。以後、義弘は幕政の中枢に参加し、在京する事が多くなった。
この間の康暦元年（1379年）には高麗からの要請を受けて倭寇勢力と戦い、慶尚道までも追跡したものの、現地の高麗軍の非協力によって敗退し、高麗側より謝意の使者が送られている。こうした活動に対する朝鮮側の高い評価は李朝の成立後の応永2年（1395年）11月に李朝と大内氏との間に直接通交を成立させることになる。
至徳2年（1385年）には、義弘は満弘から石見国を没収しているが、代替として豊前国が与えられたとみられ、以後の満弘は大内氏の九州拡大の中核として活躍する。
義満は危険と判断した有力守護大名の弱体化を図り、天授5年/康暦元年（1379年）には細川氏と斯波氏の対立を利用して管領・細川頼之を失脚させた（康暦の政変）。また、康応元年（1389年）には土岐康行を挑発して挙兵に追い込み、追討軍を派遣して康行を降伏させた（土岐康行の乱）。明徳2年（1391年）には11カ国の守護を兼ね「六分の一殿」と呼ばれた大勢力・山名氏の分裂を画策し、山名時熙と従兄の氏之を山名一族の氏清と満幸に討たせて没落させた。さらに氏清と満幸を挑発して挙兵に追い込んで討伐。山名氏は3カ国を残すのみとなってしまった（明徳の乱）。
このような義満の権力強化策に義弘は協力、明徳の乱でも一軍の先方として出陣。200騎を率い神祇官の杜を背に東寺に陣を構えた。明徳2年（1391年）12月30日洛西内野で勇戦し氏清の家臣の小林上野守を一騎討ちで破るといった武功を立てた。
この武功により明徳3年（1392年）1月4日、山名家の旧領である和泉や紀伊の守護職を与えられ、弟の満弘や自らの守護領国を合わせて6か国の太守となる。
義弘は山名氏が紀伊国の前守護の山名家が押領した荘園の返却を行う一方で、荘園領主と対立することが多かった国人や地侍の知行を保証して給人化を進めている。
義満はこれら一連の功績・忠節を認めて義弘に明徳4年（1393年）12月に足利将軍家に準じる事を認める御内書を発している。
義弘は足利将軍家への忠節を誓っており、応永2年（1395年）7月20日に義満が出家した際にもそれに従って出家し、入道となった。

### 義満との対立
応永4年（1397年）、義満は北山第の造営を始め、諸大名に人数の供出を求めた所、諸大名の中で義弘のみは「武士は弓矢をもって奉公するものである」と武人としての信念を貫いてこれに従わず、義満の不興を買った。同年末に義満に少弐貞頼討伐を命じられ、2人の弟である満弘と盛見に5千騎あまりを付けて派遣しこれに当たらせるものの苦戦が続き、筑前で満弘が討死を遂げる。にもかかわらず満弘の遺児への恩賞が無く、実は義満が少弐貞頼らに大内氏討伐をけしかけていたとの噂も流れ、義弘は不満を募らせていく。
応永5年（1398年）、義弘は満弘を討たれた報復として九州に出陣して少弐家を討った。
有力守護大名の弱体化を図る義満は義弘の勢力拡大を危惧し、少弐平定後に義弘に対して上洛命令を出した。しかし義弘は命令に応じず、義満は引き続き義弘を圧迫して上洛命令を出し続けるなどの挑発を行なった。

### 応永の乱
義弘は遂に追い込まれた。窮地を脱するには挙兵して義満を倒すしかないと判断し、応永6年（1399年）10月13日、義弘は弟の弘茂と共に軍勢を率いて、分国である和泉堺ノ浦に上陸する。家臣の平井新左衛門を入京させるが、自身は入京しなかった。
義弘は反幕勢力の結集を図り、鎌倉公方の足利満兼や義満によって一方的に九州探題を解任され失脚していた今川了俊（貞世）、先年の土岐康行の乱で没落していた美濃の土岐詮直、明徳の乱で滅ぼされた山名氏清の嫡男・宮田時清、近江の京極秀満（出雲守護京極高詮の弟）や比叡山・興福寺衆徒、楠氏・菊池氏ら旧南朝方と連絡を取り、挙兵を促した。しかしこれら地方の反乱は強大な義満の前にほとんど無力で、多くが鎮定される。
義満は義弘の懐柔を試みるが、義弘は鎌倉公方の足利満兼と通じて挙兵、堺に城砦を築き、備えとした。これが応永の乱のはじまりである。義満は禅僧の絶海中津を派遣して降伏を勧めるが、義弘はそれを丁重に拒否する（応永6年10月27日）。もっとも、その後も足利満兼から預かった興福寺衆徒に対する御教書の送付を中津との会談後も躊躇しており、和戦の間で心が揺れ動いた。だが、翌28日に義満が義弘討伐の治罰御教書を発し、11月に入って堺にもその報が入ると、義弘は覚悟を固め、謀反ゆえに運命が尽き、討死は必定と考え、自身の葬儀を執り行い、四十九日法要までも行った。そして周防に残してきた老いた母にも色々な形見と文を添えて送った。また、同じく周防に残っていた盛見にも手紙を送り、国許の守りを固めるよう申し送った。義弘は5,000（一説には3,000）の軍勢を率いて和泉の堺に籠城して満兼の援軍を待つとともに、最期の戦いを開始した。
義満は細川頼元、赤松義則、畠山基国、畠山満家、斯波義将、斯波義重らを主力とする3万余の兵士を率いて堺へと迫った。大内勢は圧倒的な戦力で攻め寄せる足利勢を何度も撃退し、意気軒高であったが、12月21日、義満が奉公衆を率いて火攻めなどを行うと、大内方は劣勢となり、家臣の多くが討死を遂げた。義弘は死を覚悟し、散々に足利勢を打ち破った末、最後は畠山満家に討ち取られた。
堺で兄と共に籠城していた弘茂は自害を思いとどまって降伏。最終的には赦されて大内氏の後継者として認められる。しかし、国許に残った盛見が抵抗を示し、両者による家督争いが勃発する。
墓所は山口県山口市保寧山瑠璃光寺。弟で次代の盛見は、義弘の菩提を弔うために瑠璃光寺五重塔の建立を計画した。完成したのは、嘉吉2年（1442年）頃と伝えられている。現在は、大内文化の最高傑作として国宝に指定されている。義弘は、その五重塔の下に眠っているという。また死地である堺の本行寺に供養塔がある。肖像画は山口県立山口博物館に所蔵されている。

## 外交政策
大内氏は百済王族琳聖太子の末裔を自称し始め（応永6年（1399年）には渡海して倭寇を討伐した功を基に、百済の故地に土田を賜りたい旨を朝鮮に願ったところ、高麗国王は受諾の意向を持ったが、家臣の反対にあい思いとどまったため成し遂げられなかった）、朝鮮半島の高麗、中国大陸の明とも独自の貿易を行なった。
もともと対外通交は九州探題の今川貞世が独占していたが、その失脚により当時は義満の信任を受けていた義弘が交渉の窓口となる事を幕府から公認されていた。それと同時に義満からは倭寇の取り締まりも命じられており、義弘は義満の信任を背景に貿易上有利な立場を築いていく。
倭寇によって日本に連れ出されていた捕虜を朝鮮に返して、代償として高麗版大蔵経を李氏朝鮮に求めた。
しかし貿易の独占・利権は義満も注視していたため、次第に義満・義弘は外交上の問題からも対立を深めていく事になる。

## 人物像
優れた武人であり、気骨のある武将であったと伝えられる。一方で歌道に優れ、宗碩との交流があったほか、『新後拾遺和歌集』の作者に列するほどの文化人でもあった。また、応永6年11月に和泉国の旧南朝系領主の和田氏に安堵状を出している（「和田文書」）。これは応永の乱を前に発給したものであるが、北朝年号で作成し、なおかつ軍勢催促を示す文言を入れなかった。これは後日、同氏に累を及ばさず支証文書として用いることができるようにとの彼なりの配慮であったと考えられる。更に応永の乱は最終的には紀伊国・石見国の国人の離反などによって敗北したと説かれる場合が多いが、当時の守護が苦心していた国人・地侍をある程度動員できたことからこそ発生した離反と解することも可能であり、むしろ義弘の優れた領国経営の裏返しと解する見方もある。

## 伝説・創作
南朝との仲介・和睦斡旋を行って南北朝合一にも尽力したという俗説がよく知られているが、実際はそれを示す一次史料どころか、時代が近い二次史料すら現存しない。義弘が仲介したという説は、室町時代の軍記物『応永記』や近世の『南方紀伝』にあるが、どちらも史料としては確実ではない。ただ、森茂暁によれば、大内義弘は元中8年/明徳2年（1391年）の明徳の乱の恩賞で紀伊国・和泉国の守護になっていて南朝との利害関係は多いはずだから、義満が登場するまでの下交渉などをした可能性はあるのではないかという。